# Volksabstimmungen in der Schweiz 1929
Dieser Artikel bietet eine Übersicht der Volksabstimmungen in der Schweiz im Jahr 1929.
In der Schweiz fanden auf Bundesebene vier Volksabstimmungen statt, im Rahmen zweier Urnengänge am 3. März und 12. Mai. Dabei handelte es sich um drei Volksinitiativen (davon eine mit dazu gehörendem Gegenentwurf) und ein fakultatives Referendum.

## Abstimmungen am 3. März 1929

### Ergebnisse
| Nr. | Vorlage | Art | Stimm- berechtigte | Abgegebene Stimmen | Beteiligung | Gültige Stimmen | Ja      | Nein    | Ja-Anteil | Nein-Anteil | Stände | Ergebnis |
| --- | --- | --- | ------------------ | ------------------ | ----------- | --------------- | ------- | ------- | --------- | ----------- | ------ | -------- |
| 107 | Bundesbeschluss über die Volksinitiative «Getreideversorgung»                                                                   | VI  | 1'071'934          | 720'983            | 67,26 %     | 690'491         | 018'487 | 672'004 | 02,68 %   | 97,32 %     | 0:22   | nein     |
| 107 | Gegenentwurf | GE  | 1'071'934          | 720'983            | 67,26 %     | 690'491         | 461'176 | 228'357 | 66,79 %   | 33,21 %     | 21:1   | ja       |
| 108 | Bundesgesetz betreffend Abänderung von Art. 14 des Bundesgesetzes vom 10. Oktober 1902 betreffend den schweizerischen Zolltarif | FR  | 1'071'934          | 720'983            | 67,26 %     | 684'336         | 454'535 | 229'801 | 66,42 %   | 33,58 %     | –      | ja       |

### Getreideversorgungsinitiative
In den 1920er Jahren war die Sicherstellung der Landesversorgung mit Getreide durch den Bund grundsätzlich unbestritten, Uneinigkeit herrschte jedoch bei der Art der Umsetzung. Die Ablehnung des Getreideartikels in der Abstimmung am 5. Dezember 1926 interpretierten sowohl Gegner als auch Befürworter als Nein zu einem staatlichen Monopol. Kurz vor dieser Abstimmung hatte ein von Wirtschaftsverbänden angeführtes Komitee eine Volksinitiative für eine monopolfreie Getreideordnung eingereicht, die sich stark an einen Vorschlag des Bundesrates von 1924 anlehnte. Der Bundesrat hielt die vorgeschlagenen staatlichen Kompetenzen zur Sicherung der Getreideversorgung jedoch für zu lückenhaft, weshalb er einen Gegenentwurf ausarbeitete, dem das Parlament zustimmte. Zwar zogen die Initianten den Gegenentwurf ihrer eigenen Volksinitiative vor, doch mangels Rückzugsklausel musste zwingend auch über die Initiative abgestimmt werden. Gemäss dieser sollte Artikel 23bis der Bundesverfassung die Klausel enthalten, dass der Bund für die Sicherstellung einer genügenden Getreideversorgung zuständig ist und die Abnahme zu einem Preis garantiert, der den Getreideanbau im Inland ermöglicht. Alle massgeblichen Organisationen und auch die Initianten selbst empfahlen ein Nein zur Volksinitiative. Diese wurde schliesslich mit nur 2,7 % Zustimmung abgelehnt.

### Gegenentwurf
Der bundesrätliche Gegenentwurf zur Getreideversorungsinitiative sollte den Bund verpflichten, Vorräte zu halten, den Anbau zu fördern, das Müllereigewerbe zu erhalten sowie den Handel mit Getreide und Getreideprodukten und deren Preise zu überwachen. Die bürgerlichen Parteien und die grossen Wirtschaftsverbände empfahlen den Gegenentwurf zur Annahme. Sie präsentierten ihn als Kompromiss, der den Bauern und den verarbeitenden Gewerben den notwendigen Schutz gewähre und gleichzeitig durch die Preisaufsicht den Konsumenten billigeres Brot ermögliche. Ihnen gegenüber standen die Sozialdemokraten, die Kommunisten und Gewerkschaften, die das staatliche Monopol beibehalten wollten, da es sich in Kriegszeiten bewährt habe. Die vorgeschlagene Regelung bezeichneten sie als «Privatmonopol» der wenigen in- und ausländischen grossen Importhändler sowie der Grossmüller, was nicht im Interesse des einfachen Volkes sei. Etwas mehr als zwei Drittel der Abstimmenden nahmen den Gegenentwurf an, eine Nein-Mehrheit gab es nur im Kanton Neuenburg.

### Zolltarifgesetz
Der Bundesrat schätzte die Kosten der neuen Getreideordnung auf rund 14 Millionen Franken jährlich. Um diese zu finanzieren, schlug er eine leichte Erhöhung der sogenannten statistischen Gebühr im Zolltarif vor, die bei der Einfuhr praktisch aller Waren erhoben wurde. Mit dieser Gebührenerhöhung sollte auch erreicht werden, dass Getreidehändler und Müller die anfallenden Kosten nicht über einen höheren Mehlpreis hereinholen, da dies sonst zu höheren Brotpreisen führen würde. Der Bundesrat verabschiedete die entsprechende Gesetzesvorlage nur zehn Tage nach dem Gegenentwurf zum Getreideversorgungsartikel, sodass das Parlament alle Vorlagen miteinander beraten konnte. Gegen die Gebührenerhöhung ergriffen die Sozialdemokraten, der Gewerkschaftsbund und der Föderativverband eidgenössischer Beamter, Angestellter und Arbeiter das Referendum. Die Fronten im Abstimmungskampf verliefen gleich wie bei den anderen Vorlagen und die Argumente waren ähnlich. Das Ergebnis wich nur geringfügig von jenem des Gegenentwurfs ab.

## Abstimmungen am 12. Mai 1929

### Ergebnisse
| Nr. | Vorlage | Art | Stimm- berechtigte | Abgegebene Stimmen | Beteiligung | Gültige Stimmen | Ja      | Nein    | Ja-Anteil | Nein-Anteil | Stände | Ergebnis |
| --- | --- | --- | ------------------ | ------------------ | ----------- | --------------- | ------- | ------- | --------- | ----------- | ------ | -------- |
| 109 | Eidgenössische Volksinitiative «betreffend die Gesetzgebung über den Strassenverkehr»                      | VI  | 1'075'950          | 700'279            | 65,08 %     | 668'432         | 248'350 | 420'082 | 37,15 %   | 62,85 %     | 3:19   | nein     |
| 110 | Volksbegehren für das Kantons- und Gemeindeverbotsrecht für gebrannte Wasser, die zum Genuss bestimmt sind | VI  | 1'075'950          | 714'510            | 66,41 %     | 694'518         | 226'794 | 467'724 | 32,65 %   | 67,35 %     | ½:21½  | nein     |

### Strassenverkehrsinitiative
Noch vor der Abstimmung über das umstrittene Automobil- und Fahrradverkehrsgesetz am 15. Mai 1927 lancierte die Strassenverkehrsliga (ein Zusammenschluss von 16 Verkehrsverbänden) eine Volksinitiative. Mit dieser sollten neben Automobilisten und Fahrradfahrern auch Fussgänger und Fuhrwerke in die Pflicht genommen werden. Der Bund sollte die Gesetzgebungskompetenz über den gesamten Strassenverkehr erhalten sowie Bau und Unterhalt von Durchgangsstrassen übernehmen. Ein Teil der Einnahmen aus dem Benzinzoll sollte an die Kantone verteilt werden. Der Bundesrat lehnte die Initiative ab, da eine weitere Zentralisierung der Kompetenzen im Strassenverkehr weder politisch mehrheitsfähig noch inhaltlich richtig sei. Nur bei der Lösung kantonsübergreifender Probleme solle der Bund zuständig sein. Das Parlament folgte dieser Einschätzung, zumal praktisch alle Parteien sich dagegen aussprachen. Die weitgehend auf sich allein gestellte Strassenverkehrsliga argumentierte, der neue Verfassungsartikel ermögliche eine Klärung der Bundeskompetenz und fördere die kantonale Bautätigkeit, die mit der Zunahme des Motorfahrzeugverkehrs ansonsten nicht mitzuhalten vermöge. Die Gegner bemängelten den als übertrieben empfundenen Zentralismus und kritisierten, die Initiative untergrabe die wichtigste Einnahmequelle des Bundes. Nur etwas mehr als ein Drittel der Stimmberechtigten nahmen die Initiative an, Ja-Mehrheiten gab es nur in den Kantonen Basel-Stadt, Basel-Landschaft, Solothurn und Zürich.

### Initiative für ein Branntweinverbot
Die «Zentralstelle zur Bekämpfung des Alkoholismus», ein Zusammenschluss verschiedener Organisationen der Abstinenzbewegung, reichte im November 1921 eine Volksinitiative ein. Diese wollte Kantonen und Gemeinden das Recht erteilen, auf ihrem Gebiet die Produktion und den Verkauf gebrannter Wasser zu verbieten. Nachdem Volk und Stände am 3. Juni 1923 den Bundesbeschluss zum Alkoholwesen abgelehnt hatten, schoben die Behörden die Behandlung der Initiative mehrere Jahre auf. Zwischenzeitlich erwog die uneinige Abstinenzbewegung sogar den Rückzug der Initiative, ehe der Bundesrat Ende 1927 doch noch seinen Bericht dazu veröffentlichte. Er bezeichnete die Initiative als nutzlos, weil kommunale Verbote zu leicht umgangen werden könnten. Im Parlament sprachen sich nur die Sozialdemokraten für die Initiative aus, im Abstimmungskampf erhielten sie Unterstützung durch den Sozialistischen Abstinentenbund. Die Befürworter hielten die Initiative für ein geeignetes Mittel, um den Alkoholismus und seine schwerwiegenden Folgen für Süchtige und ihre Angehörigen zu bekämpfen. Die in der «Nationalen Vereinigung schweizerischer Prohibitionsgegner» organisierte Gegnerschaft wies explizit auf die weitgehend gescheiterte Prohibition in den Vereinigten Staaten hin. Der Alkoholismus könne nicht durch Verbote bekämpft werden, ausserdem würden dem Staat und den Landwirten wichtige Einnahmen entgehen. Nur knapp ein Drittel der Abstimmenden nahm die Initiative an und einzig im Kanton Basel-Stadt gab es eine Ja-Mehrheit.